# Большой Узень
Большо́й Узе́нь (каз. Үлкен Өзен, Қараөзен) — степная река внутреннего стока, протекающая по Саратовской области России и Западно-Казахстанской области Казахстана.

## Описание
Длина реки около 400 километров (в половодье до 650 км). Площадь водосборного бассейна 14 300 км². Уклон реки — 0,2 м/км.
Берёт начало на юго-западных склонах Общего Сырта. В верхней части течёт на юго-запад, после впадения притока Солянка поворачивает на юго-восток. В Казахстане река переходит в обширную систему мелких озёр и болот, известных под именем Камыш-Самарских.
С левой стороны в Большой Узень впадает Алтата, с правой — небольшая протока соединяет с озером Сакрыл.
Русло реки довольно глубокое, берега крутые, под Жалпакталом имеются пороги. В верховье вода пресная круглый год, а в среднем и нижнем течении к концу лета, осенью и зимою вода делается горько-солёной и негодной к употреблению.
С 1973 года Саратовским оросительно-обводнительным каналом каждый год с 15 апреля по 15 ноября осуществляется подача волжской воды в исток Большого Узеня, со средним расходом 13,2 м³/с. В результате этого, гидрологический режим резко изменился: сток в летний период стал отмечаться почти вдоль всей реки.
По одной из версий, Большой Узень в древности впадал в залив Каспийского моря, отступившего на юг и оставившего после себя целую систему озёр — Камыш-Самарских, уровень которых ниже уровня Каспийского моря. Среди этих озёр есть озера с самосадочною солью, которая имеет довольно явственный горький привкус и известна под именем «узенской» соли.
Большой Узень изобилует рыбой. Весенние разливы образуют в нижней части обширные заливные луга, обеспечивающие сеном на зимнее время сотни тысяч зимующих здесь баранов и десятки тысяч лошадей.

## Притоки
(от устья)
- Мухор (лв)
- Ащысай (пр)
- Баубекский канал
- Ажимбетский канал
- 321 км: река без названия
- 384 км: Чертанла (лв)
- 423 км: Солянка (пр)
- 432 км: Солянка (пр)
- 442 км: Таволожка (пр)
- 466 км: Таловка (лв)
- 501 км: Ильинка (лв)
- 541 км: Алтата (лв)
- 552 км: Таловка (пр)

## Этимология
Название реки Большой Узень, также как и реки Мылый Узень, восходит к тюркскому слову озен, узен со значением «небольшая река; долина, овраг». Название реки на казахском языке — Қара өзен переводится как «чёрная река» (не пересыхающая в засуху река). По названию рек Большой и Малый Узень образовалось название местности Узени, в которой развивались различные историко-культурные процессы.

## Археология
Известны большеузеньские памятники археологии, в том числе курганные могильники со средневековыми погребениями. При археологических исследованиях могильника Мокринский найдены серебряные монеты Золотой Орды.
На правом берегу реки в 150 м к югу от поселения Орошаемое и в 1,5 км к северу от Александрова Гая находится неолитическая стоянка Алгай.
В обрывах реки и на дне часто находили остатки мамонта (зубы, бивни — хорошо сохранившиеся, кости) и допотопного быка.

## Населённые пункты на реке
- Саратовской область:
- Краснопартизанский район: Милорадовка, Головинщено;
- Ершовский район: Семено-Полтавка, Целинный, Рефлектор, Михайловка, Осинов Гай, Новорепное, Орлов Гай;
- Дергачёвский район: Золотуха, Зерновой;
- Новоузенский район: Куриловка, Крепость Узень, Таловка, Дмитриевка, Радищево, Новоузенск, Алгайский;
- Александрово-Гайский район: Луков Кордон, Александров Гай, Новоалександровка, Приузенский;
- Западно-Казахстанская область:
- Казталовский район: Кайынды, Ашысай, Акпатер, Егинсай, Танат, Жанажол, Жалпактал, Караузен, Сатыбалды, Торегали;
- Жангалинский район: Жанажол, Маштексай, Сарыколь.

## Данные водного реестра
По данным государственного водного реестра России относится к Уральскому бассейновому округу, водохозяйственный участок реки — Большой Узень. Речной бассейн реки — Бассейны рек Малый и Большой Узень (российская часть бассейнов).
Код объекта в государственном водном реестре — 12020000212112200000398.